# Solomon (gouverneur)
Pour les articles homonymes, voir Solomon.
Solomon est un gouverneur byzantin de la première moitié du VIe siècle.
En 534, il est nommé par l'empereur byzantin Justinien comme gouverneur de l'Afrique byzantine, tout juste reconquise par le général Bélisaire sur les Vandales de Gélimer. Il est remplacé deux ans plus tard (536), avant de retrouver son poste en 539. Il conquit les Aurès et le Zab.
Il doit faire face à l'armée berbère, notamment celle du chef Antalas. Il est battu par ce dernier dans la bataille de Cillium en 544, et y perd la vie.

## Biographie
Solomon est né dans la décennie 480 au sein de la forteresse d'Idriphton, dans la région de Solachon, près de Dara, dans la province de Mésopotamie. Il devient eunuque à la suite d'un accident durant son enfance et non d'une castration délibérée,. Solomon a un frère du nom de Bacchus qui devient prêtre. Bacchus a trois fils du nom de Cyrus, Sergius et Solomon qui deviennent des officiers en Afrique sous la direction de leur oncle. Sergius succède ainsi à Solomon comme gouverneur de l'Afrique après la mort de ce dernier. On connaît peu de choses sur le début de la carrière de Solomon, à part qu'il sert sous le commandement du dux Mesopotamiae Félicissimus, peut-être dès l'arrivée de celui-ci à son poste en 505-506. Il passe au service du général Bélisaire en 527 et est considéré comme un officier expérimenté. C'est peut-être à cette époque qu'il est nommé chef d'état-major de Bélisaire en 533, une information donnée par l'historien Procope de Césarée,.

### Premier mandat en Afrique
Avant que l'expédition de Bélisaire pour conquérir le royaume de Carthage des Vandales ne parte de Constantinople, Solomon est nommé comme l'un des neuf commandants des régiments des Foederati. Il n'est pas mentionné dans le récit de Procope détaillant la campagne qui s'ensuit mais il participe probablement à la bataille décisive de l'Ad Decimum le 13 septembre 533 qui ouvre aux Byzantins la route de Carthage, la capitale des Vandales. Après la prise de celle-ci, Bélisaire envoie Solomon à Constantinople pour informer Justinien des progrès de la campagne. Solomon reste dans la capitale jusqu'au printemps 534 quand Justinien le renvoie en Afrique rappeler Bélisaire et le remplacer en tant que chef de la nouvelle préfecture du prétoire d'Afrique (magister militum Africae). Le départ de Bélisaire coïncide avec la révolte générale des tribus Maures de l'intérieur, avant que les Byzantins n'aient pu renforcer leur emprise sur la province. De fait, Bélisaire laisse la plupart des Bucellarius qu'il a levé lui-même derrière lui et l'empereur Justinien envoie des renforts additionnels. Enfin, vers l'automne 534, l'empereur Justinien investit aussi Solomon de la fonction civile de préfet du prétoire, remplaçant Archelaus,.
Dans le même temps, les Maures ont envahi la Byzacène et ont défait la garnison locale byzantine, tuant Aïgan et Rufin, leurs commandants. Après que les tractations diplomatiques durant l'hiver aient échoué et après que les forces aient été renforcées par l'arrivée de renforts pour se monter à 18 000 hommes (selon Charles Diehl), Solomon conduit ses troupes en Byzacène au printemps 535. Les Maures dirigés par Cusina, Esdilasas, Iourphouthès et Medisinissas campent dans un endroit du nom de Mammès. Solomon les attaque et les défait. L'armée byzantine revient à Carthage mais là, ils reçoivent la nouvelle que les Maures, renforcés par des renforts, ont de nouveau attaqué et envahi la Byzacène. Solomon marche immédiatement à sa rencontre et l'opposition se déroule au mont Bourgaon, où les Maures ont érigé un camp fortifié et attendent l'attaque byzantine. Solomon divise ses forces et envoie 1 000 hommes attaquer les Maures par derrière, remportant une victoire décisive. Les Maures s'enfuient et subissent de lourdes pertes. Ceux qui survivent s'enfuient vers la Numidie où il joignent leurs forces à Iaudas, le chef de la tribu des Aurès,. Une fois la Byzacène sécurisée et pressé par ses alliés maures, Solomon se tourne vers la Numidie. Il se dirige prudemment vers les Aurès et provoque Iaudas. Toutefois, après trois jours, se méfiant de la loyauté de ses alliés, Solomon redirige son armée vers les plaines. Il laisse une partie de son armée observer les Maures et établir une série de postes fortifiés le long des routes reliant la Byzacène à la Numidie. Solomon passe ensuite l'hiver à préparer une nouvelle expédition contre les Aurès ainsi que contre les Maures de Sardaigne. Toutefois, ses plans sont interrompus par une vaste mutinerie de l'armée lors du printemps 536.
La révolte est causée par le mécontentement de ses soldats qui se sont mariés avec des Vandales. Ils demandent de jouir des propriétés autrefois détenues par leurs femmes mais Solomon refuse car ces terres ont été confisquées par un décret impérial. Un premier complot projette d'assassiner Solomon lors de Pâques mais échoue et les conspirateurs fuient vers l'intérieur des terres mais bientôt, la rébellion s'étend aussi à l'armée de Carthage. Les soldats acclament Théodore, l'un des subalternes de Solomon comme leur chef et commencent à piller la cité. Solomon parvient à trouver refuge dans une église et grâce au couvert de la nuit et à l'aide de Théodore, il quitte la cité par bateau pour rejoindre Missua, accompagné de plusieurs personnes dont l'historien Procope. De là, Solomon et Procope font voile vers la Sicile qui vient d'être conquise par Bélisaire tandis que Martin, le lieutenant de Solomon, est envoyé en Numidie pour y rejoindre les troupes positionnées. Enfin, Théodore reçoit l'ordre de tenir Carthage,,. Apprenant la mutinerie, Bélisaire s'embarque avec Solomon et 100 hommes pour l'Afrique. Carthage est assiégée par 9 000 hommes dont de nombreux Vandales. L'armée est dirigée par un certain Stotzas. Théodore envisage de capituler quand Bélisaire apparaît. La nouvelle de l'arrivée du célèbre général suffit pour que les rebelles abandonnent le siège et se replient vers l'ouest. Bélisaire se lance immédiatement à leur poursuite et les défait à Membresa. Toutefois, le gros de l'armée rebelle parvient à fuir et continue de marcher vers la Numidie, où les troupes locales décident de se joindre à eux. Bélisaire lui-même est contraint de revenir en Italie du fait des troubles qui y ont cours. L'empereur Justinien nomme son cousin Germanus comme magister militum pour traiter la crise africaine. Quant à Solomon, il revient à Constantinople,,.

### Second mandat en Afrique

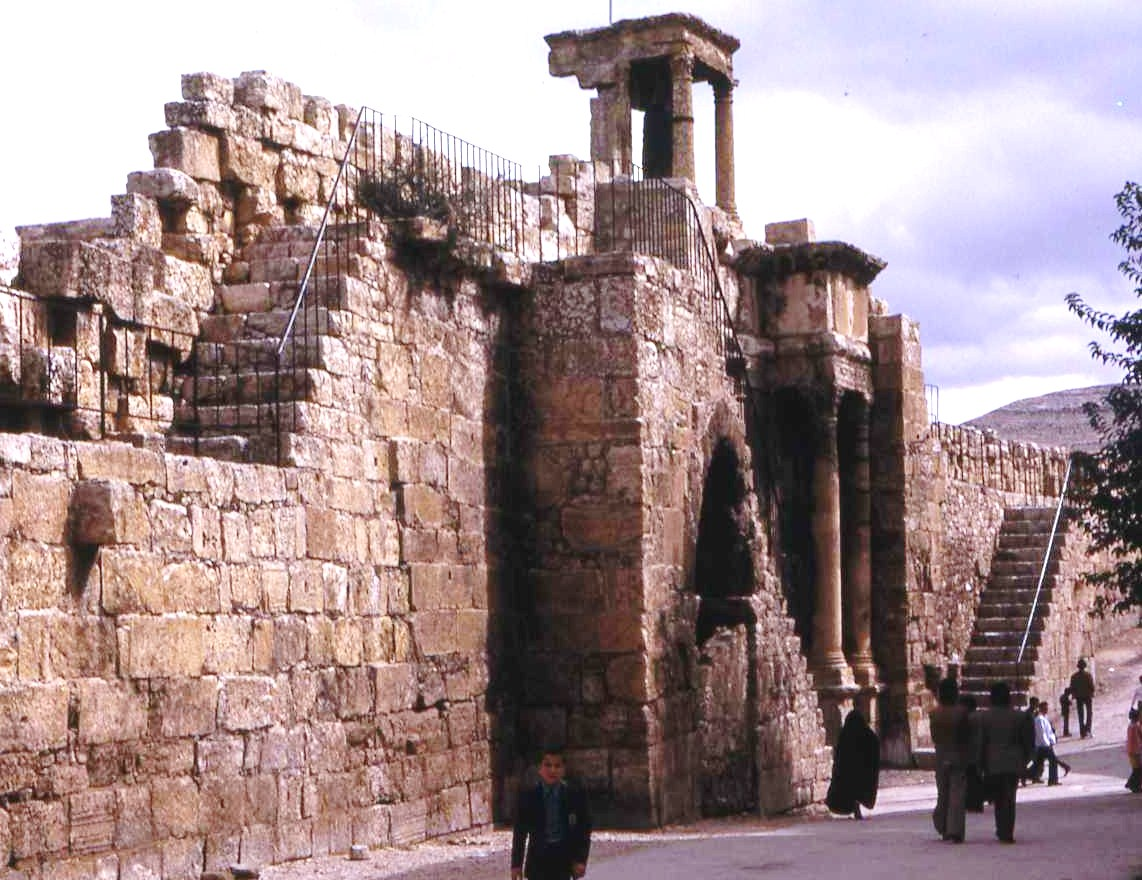
Ruines du mur byzantin de Tébessa, l'un des nombreux sites restaurés et fortifiés par Solomon.

Germanus parvient à retrouver la confiance de nombreux soldats, rétablit la discipline et défait les mutins lors de la bataille de Scalas Vétérès en 537. Une fois le contrôle impérial sur l'armée rétabli, Solomon est de nouveau envoyé en Afrique pour remplacer Germanus en 539 où il combine à nouveau les postes de magister militum et de préfet du prétoire. Entretemps, il a aussi obtenu le rang de patrice et de consul. Solomon renforce son contrôle sur l'armée en éliminant les soldats non fiables. Il les envoie à Bélisaire en Italie et en Orient, expulsant tous les Vandales restants de la province. Enfin, il lance un programme ambitieux de construction de forteresses dans toute la région.
En 540, Solomon conduit son armée contre les Maures de l'Aurès. Initialement, les Maures attaquent et encerclent l'avant-garde byzantine dans son camp de Bagai mais Solomon et l'armée principale vient à son secours. Les Maures doivent abandonner l'attaque et se retirer à Babosis, sur les contreforts de l'Aurès où ils établissement leur campement. Solomon les attaque et les vainc. Les survivants fuient vers le sud et les Aurès ou à l'ouest en direction de la Maurétanie. Toutefois, leur chef Iaudas trouve refuge dans la forteresse de Zerboule. Solomon et ses hommes pillent les plaines fertiles autour de Thamugad, rassemblant les riches récoltes pour eux-mêmes avant de se diriger vers Zerboule. Une fois arrivés, ils s'aperçoivent que Iaudas s'est enfui vers la forteresse isolée de Toumar. Les Byzantins marchent vers ce lieu pour l'encercler. Toutefois, le siège s'avère difficile en raison du terrain aride et en particulier du manque d'eau. Tandis que Solomon s'interroge sur la meilleure manière d'assaillir la forteresse inaccessible, une petite escarmouche entre les deux armées se transforme en véritable bataille confuse au fur et à mesure que de plus en plus de soldats s'y joignent. Les Byzantins en sortent victorieux tandis que les Maures fuient cette zone. Peu après, les Byzantins s'emparent du fort dit du « roc de Germanianus » où Iaudas a envoyé ses femmes et son trésor. Cette victoire permet à Solomon de prendre le contrôle des Aurès où il construit plusieurs forteresses. Grâce à la pacification de ce territoire, le contrôle byzantin effectif s'étend aux provinces de Numidie et de Maurétanie sétifienne. Grâce à la prise du trésor de Iaudas, Solomon étend son programme de fortifications dans ces deux provinces. Près de deux douzaines d'inscriptions rendent compte de l'activité constructrice dans la région. La rébellion maure semble vaincue pour de bon et les chroniqueurs contemporains sont unanimes à dire que les années à venir seront celles d'une ère dorée de paix et de prospérité,. Selon les termes de Procope : « Tous les Libyens qui étaient les sujets des Romains vinrent à jouir de la paix et trouvèrent le gouvernement de Solomon sage et très modéré, et n'eurent plus aucune idée d'hostilité, semblant être les plus chanceux de tous les hommes. »
Cette période de paix perdure jusqu'aux années 542-543 quand la peste justinienne atteinte l'Afrique où elle provoque de nombreuses pertes parmi les membres de l'armée. En outre, au début de l'année 543, les Maures de Byzacène deviennent hostiles. Solomon exécute le frère d'Antalas, coupable d'être à l'origine de troubles et cesse le paiement des subsides à Antalas, s'aliénant le puissant et jusqu'ici loyal chef maure. Au même moment, Sergius, le neveu de Solomon est nommé gouverneur de Tripolitaine comme signe de la gratitude de l'empereur Justinien (Cyprus, le frère de Solomon, est aussi nommé à la tête de la Pentapolis). Cette nomination entraîne le déclenchement des hostilités avec la confédération tribale des Leuathae après que les hommes de Sergius ont tué 80 des chefs de cette confédération lors d'un banquet. Bien qu'il sort victorieux de la bataille qui s'ensuit près de Leptis Magna, au début de 544 Sergius est contraint de se rendre à Carthage pour demander l'aide de son oncle. La rébellion s'étend rapidement de la Tripolitaine à la Byzacène et Antalas s'y joint. Rejoint par ses trois neveux, Solomon marche à la rencontre des Maures et les rencontre près de Theveste. Des ouvertures diplomatiques faites aux Leuathae échouent et les deux armées se combattent à Cillium, à la frontière entre la Numidie et la Byzacène. L'armée byzantine est frappée par la désunion et de nombreux soldats refusent de se battre ou le font avec réticence. Le poète contemporain Corippe accuse même l'officier Guntharic de trahison, prétendant qu'il s'est retiré avec ses troupes, entraînant la retraite générale et désordonnée des Byzantins. Solomon et ses gardes personnels tiennent leur position et résistent mais finissent par devoir se replier. Le cheval de Solomon tombe dans un ravin et blesse son cavalier. Avec l'aide de ses gardes, Solomon remonte sur un autre cheval mais il est rapidement submergé et tué par les Maures,,.
Sergius, le neveu de Solomon succède à celui-ci et se révèle complètement incapable de gérer la situation. Les Maures lancent une révolte générale et infligent une défaite sévère aux Byzantins à Thacia en 545. Sergius est rappelé tandis que l'armée se mutine à nouveau sous la direction de Guntharic qui prend Carthage où il s'installe comme dirigeant indépendant. Son usurpation ne dure pas car il est assassiné par Artabanès mais il faut attendre l'arrivée de Jean Troglita à la fin de 546 et ses campagnes pour que la province soit pacifiée et la ramène sous le contrôle impérial byzantin.